# VHS-C
VHS-C는 VHS 비디오카세트 형식의 소형 버전으로, 1982년 일본 빅터(JVC)에 의해 도입되었으며, 주로 소비자 등급의 아날로그 녹화 캠코더에 사용되었다. VHS-C는 풀 사이즈 VHS 카세트와 동일한 자기 테이프를 사용하며 어댑터를 사용하면 일반 VHS VCR에서 재생할 수 있다. S-VHS-C라는 개선된 버전도 개발되었다. VHS-C의 주요 경쟁자는 소니의 8밀리 비디오 형식이었지만, 둘 다 결국 소비자 시장에서 더 작은 폼 팩터를 제공하는 디지털 MiniDV 형식으로 대체되었다.

## 기술 정보

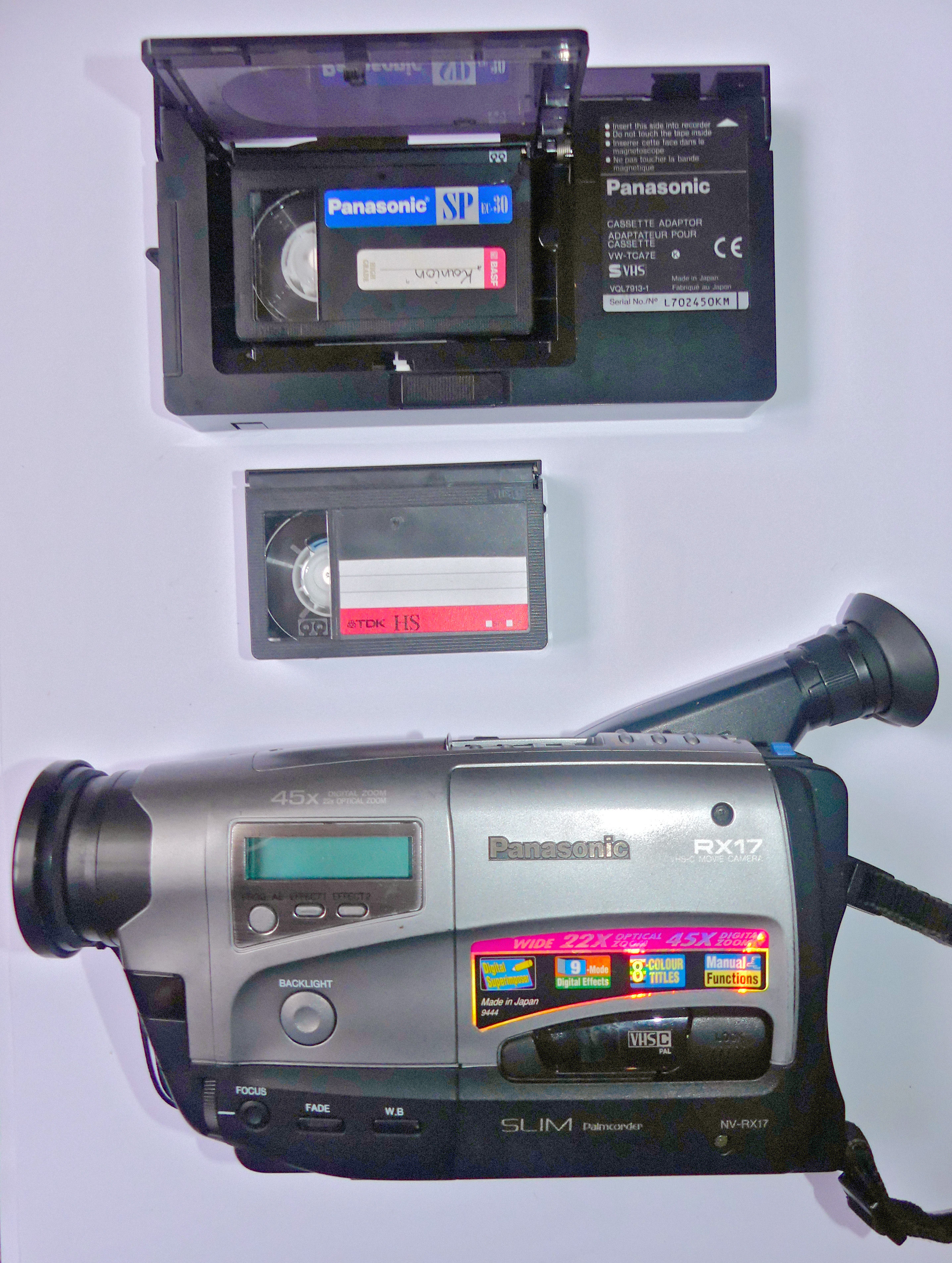
상단에서 하단으로: 문이 열리고 카세트가 삽입된 VHS-C 카세트 어댑터, VHS-C 카세트, 캠코더

VHS-C 카세트의 자기 테이프는 하나의 주 스풀에 감겨 있으며 테이프를 앞으로 움직이는 기어 휠을 사용한다. 손으로도 움직일 수 있다. 이러한 개발은 베타맥스 시스템의 판매를 어느 정도 방해했는데, 베타맥스 카세트의 기하학적 구조가 유사한 개발을 막았기 때문이다.

### 기록 보호 결함
VHS-C 카세트에는 카세트 기록을 금지하는 스위치가 있다. 모든 어댑터가 이 스위치의 상태를 VCR 자체에 전달하지는 않으므로, 어댑터의 기록 보호 러그 또는 스위치가 허용할 경우 기록 보호된 카세트의 우발적인 지우기가 가능하다.

### VHS-C 헤드 드럼
카메라 크기를 줄이기 위해 VHS-C 메커니즘은 2/3 크기의 헤드 드럼(원래 VHS 드럼 크기 62mm 대신 41.3mm 직경)을 사용한다. 감는 각도는 VHS의 180도 대신 270도이다. 드럼은 비례적으로 더 높은 속도로 회전하며, 4개의 회전식 비디오 헤드가 표준 크기 VHS 드럼과 정확히 동일한 나선형 기록 경로를 따라간다.
헤드를 추가함으로써 동일한 작은 VHS-C 드럼은 표준 크기의 Hi-Fi 비디오 드럼과도 완벽하게 호환되는 FM Hi-Fi 오디오를 녹화하고 재생할 수 있다.

## VHS VCR용 어댑터
VHS-C 카세트는 8밀리 비디오 카세트보다 컸지만, 특수 어댑터 카세트를 사용하여 VHS 테이프 레코더와 호환되었다. 어댑터는 VCR의 테이프 감기 스프로킷용 표준 풀 사이즈 결합 허브를 포함하며, 이는 기어 트레인에 연결되어 VHS-C 카세트 테이프 감기 기어를 구동한다.
VHS 테이프 끝은 일반적으로 VCR 내의 풀 사이즈 카세트 본체에 삽입되는 빛에 의해 감지되며, 카세트 전면의 가장 바깥쪽 모서리에 위치한 VCR의 센서에 의해 감지된다. VHS-C의 너비가 풀 사이즈 VHS 카세트보다 좁고 풀 사이즈 테이프 끝 센서와 정렬되지 않으므로, 어댑터에는 가이드 롤러 스윙 암이 있어 VHS-C 카트리지에서 테이프를 풀 사이즈 카세트에서 일반적으로 위치할 가장 오른쪽 가장자리로 당겨낸다. VHS-C 카트리지를 어댑터에서 제거할 때, 스윙 암이 수축되면 기어식 후퇴 시스템이 과도하게 느슨한 테이프를 당겨 넣는다.

## Video8과의 비교

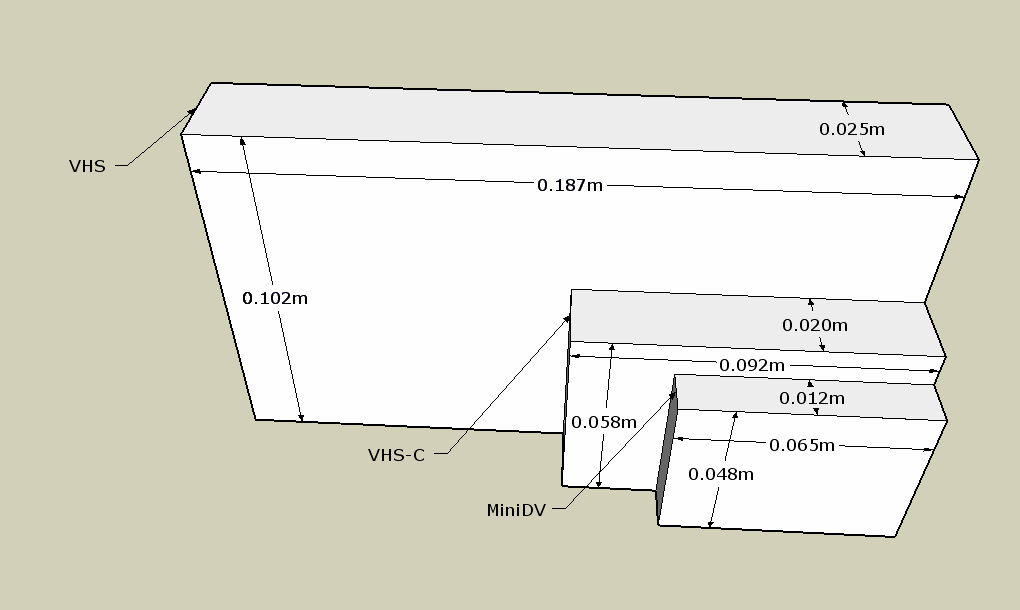
오리지널 VHS 형식, VHS-C 및 최신 MiniDV의 크기 비교.

VHS-C는 8밀리 비디오와 유사한 비디오 품질을 가졌지만, 재생 시간이 훨씬 짧았다. 1980년대에는 20분짜리 VHS-C 카세트가 일반적이었다. 1989년 JVC는 더 얇은 테이프를 사용하여 재생 시간을 30분으로 늘렸다. 나중에 JVC는 45분 및 60분 카세트를 제공했다. 이에 비해 120분짜리 8mm 카세트는 1985년 말에 출시되어 빠르게 표준이 되었다. 나중에 150분 및 180분짜리 8mm 카세트도 제공되었다.
후기 Hi8 및 S-VHS-C 시스템은 모두 레이저디스크 시스템과 유사한 품질을 가진다.
DV 비디오가 1999년에 8mm 하드웨어로 포팅되어 Digital8이 되었지만, D-VHS는 소형 VHS 형식으로 채택되지 않았다.

## S-VHS-C

S-VHS-C 로고.

S-VHS를 기반으로 한 고품질 버전의 VHS-C가 출시되었으며, 이는 S-VHS-C로 알려져 Hi8과 경쟁했다. Hi8은 Video8의 고품질 버전이었다. 저렴한 S-VHS-C 캠코더의 시장 출시로 인해 많은 최신 VCR에 SQPB 또는 SuperVHS Quasi-PlayBack이라는 기능이 포함되었지만, 소비자 표준으로 MiniDV가 등장하면서 저렴한 디지털, 방송 품질에 가까운 비디오가 소비자에게 널리 보급되었고 아날로그 캠코더가 사실상 구식이 되면서 시장에 큰 영향을 미치지 못했다.

## 테이프 느슨해짐 문제
초기 VHS-C 카세트에는 사용하지 않을 때 공급 릴을 래칫하거나 잠그는 메커니즘이 없어 쉘 내부에서 테이프가 풀리기 쉬웠다. 따라서 제조업체는 캠코더와 어댑터에 사용자가 카세트를 삽입하기 전에 테이프가 느슨해지지 않았는지 확인하도록 경고하는 라벨을 부착했다. 사용자는 테이프 감기 기어를 수동으로 돌려 느슨함을 해소할 수 있었다. 나중에 출시된 카세트는 위쪽 압력이 가해지지 않을 때 공급 릴을 제자리에 잠그는 이빨을 추가하여 이 문제를 해결했다. 캠코더 또는 VCR의 스핀들은 압력을 가하여 릴의 턴테이블과 이빨을 쉘 위로 띄워 사용 시 자유롭게 회전할 수 있도록 한다.
느슨한 테이프가 있는 테이프를 VHS-C 어댑터에 넣으면 어댑터가 로드될 때 테이프가 테이프 가이드의 잘못된 쪽에 놓일 수 있었다. 그 결과 비디오 데크에서 재생되지 않고 언로드 시 테이프가 어느 정도 손상되는 테이프 및 카세트 조합이 발생할 수 있었다.

## 내용주
1. ↑  카세트 어댑터를 사용하면 S-VHS-C 카세트에 D-VHS 신호를 녹화할 수 있다. 그러나 VHS-C 로딩 메커니즘을 사용하는 D-VHS VCR은 제작되지 않았다.